# Allium columbianum
Allium columbianum là một loài thực vật có hoa trong họ Amaryllidaceae. Loài này được (Ownbey & Mingrone) P.M.Peterson, Annable & Rieseberg mô tả khoa học đầu tiên năm 1988.